# Marcel Monney
Marcel Monney est un joueur suisse de rink hockey né le 11 décembre 1926 et mort 9 juillet 2002. Il a gagné 24 fois le championnat de Suisse et 6 fois la Coupe suisse.

## Biographie

### Les Débuts
Marcel Monney et son frère jumeau Pierre furent attirés très tôt par le rink hockey. Leur premier lieu de jeu fut les rues de leur quartier de Belmont-sur-Lausanne. Son premier match fit affronter son équipe qui représentait le quartier de Rouvenaz à celle de son frère qui représentait la ville de Belmont.
Cet en 1941 que Marcel et son frère Pierre se décidèrent à prendre une licence au Hockey Club de Montreux. Même si, à ses débuts, Marcel porta plus souvent le chandail de la deuxième équipe de Montreux que celui de la première. Cette époque lui permit d’effectuer son premier voyage avec l'équipe fanion un jour de septembre 1943 à Zurich.

### "Tcho-Tcho" joueur international
Monney, ensuite surnommé "Tcho-Tcho" brilla en club et gagna pendant sa carrière 24 fois le championnat de Suisse entre 1941 et 1966 et 6 fois la Coupe suisse entre 1958 et 1966 avec Montreux. Ses progrès ne laissent pas indifférent les sélectionneurs de l'Équipe de Suisse de rink hockey qui le sélectionne pour la première fois en 1948 pour les Championnats du monde à Montreux. C'est la première de ces  170 sélections en équipe nationale. Il sera défini maintes fois comme une légende et arrivera à plusieurs reprises sur le podium de différentes compétitions internationales tels que la Coupe des nations en 1954 où il termina 2e, en 1958 3e puis en 1964 où il termina à nouveau 2e avec Montreux. Il termina aussi 3e des Championnats du Monde en 1950. Marcel mit fin à sa carrière de joueur en beauté en 1964, lors d'un match organisé à Madrid devant 15000 spectateurs, opposant les champions du Monde en titre espagnols à une sélection du reste du monde composée notamment d'António Livramento, triple champion du monde.

### Monney retraité
Il démission de la fédération suisse de rink hockey en 1971. Tcho-Tcho reprit ensuite les rôles successifs d'entraîneur des juniors, de la première équipe puis entra au comité du Montreux HC pour en devenir le président de 1981 à 1991. Ayant terminé ses activités officielles au sein du Montreux HC, il consacra ensuite une partie de sa «retraite active» à la Fédération Suisse de Rink-Hockey en tant que vice-président, responsable technique des équipes nationales. Il fut membre du comité d'organisation de la Coupe des Nations jusqu'en 2001 .

### Hommages
Après de sa mort, survenue le 9 juillet 2002, le Comité international de rink hockey a offert et mis en jeu pour rendre hommage à l'homme le "challenge Marcel Monney" délivrée à l'équipe qui remporte la coupe des nations trois fois consécutivement ou cinq non consécutivement. Il a été remporté pour la première fois en 2007 par l'Espagne.

## Palmarès

### En club
- 27 fois vainqueur du championnat de Suisse entre 1941 et 1966
- 6 fois vainqueur de la Coupe de Suisse entre 1958 et 1966
- 3 fois 2e en 1951, 1954 et 1964 et une fois 3e en 1958 de la Coupe des Nations

### En équipe nationale
- une fois 3e en 1950 et deux fois 4e en 1953 et 1955 du  Championnat d'Europe et Championnat du monde
- une fois 4e du Championnat du monde en 1962